# Município de Pakdasht

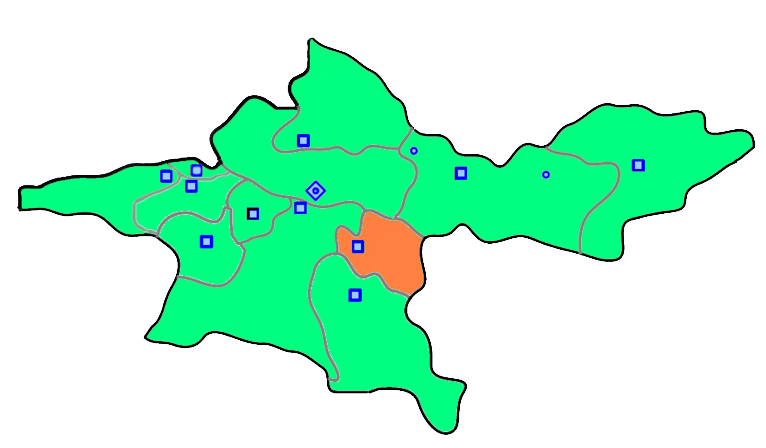
Localização do condado na província de Teerã

O município de Pakdasht (em persa: پاکدشت) é um município da província de Teerã, no Irã. Sua capital é a cidade de Pakdasht.